# Károly Levitzky
Károly Sándor Levitzky (1 de mayo de 1885-23 de agosto de 1978) fue un deportista húngaro que compitió en remo. Participó en dos Juegos Olímpicos de Verano en los años 1908 y 1912, obteniendo una medalla de bronce en Londres 1908 en la prueba de scull individual.

## Palmarés internacional
| Juegos Olímpicos | Juegos Olímpicos      | Juegos Olímpicos  | Juegos Olímpicos |
| Año              | Lugar                 | Medalla           | Prueba           |
| ---------------- | --------------------- | ----------------- | ---------------- |
| 1908             | Londres (Reino Unido) | Medalla de bronce | Scull individual |